# Liste des monuments historiques d'Anvers/Middelheim
Cette page regroupe l'ensemble des monuments classés du quartier de Middelheim dans la ville d'Anvers.
| Objet                                                         | Statut du classement? | Année de construction/architecte | Section communale | Adresse                | Coordonnées                      | Numéro d'inventaire | Illustration   |
| ------------------------------------------------------------- | --------------------- | -------------------------------- | ----------------- | ---------------------- | -------------------------------- | ------------------- | -------------- |
| Maison de campagne de style éclectique                        |                       |                                  | Anvers            | Acacialaan 29          | 51° 10′ 57″ nord, 4° 23′ 51″ est | 6380                | Téléverser     |
| (nl) Eenheidsbebouwing van negen landhuizen in cottagestijl   |                       |                                  | Anvers            | Acacialaan 31          | 51° 10′ 55″ nord, 4° 23′ 47″ est | 6381                | Téléverser     |
| (nl) Eenheidsbebouwing van negen landhuizen in cottagestijl   |                       |                                  | Anvers            | Acacialaan 33          | 51° 10′ 55″ nord, 4° 23′ 47″ est | 6381                | Téléverser     |
| (nl) Eenheidsbebouwing van negen landhuizen in cottagestijl   |                       |                                  | Anvers            | Acacialaan 35          | 51° 10′ 55″ nord, 4° 23′ 47″ est | 6381                | Téléverser     |
| (nl) Eenheidsbebouwing van negen landhuizen in cottagestijl   |                       |                                  | Anvers            | Acacialaan 37          | 51° 10′ 55″ nord, 4° 23′ 47″ est | 6381                | Téléverser     |
| (nl) Eenheidsbebouwing van negen landhuizen in cottagestijl   |                       |                                  | Anvers            | Acacialaan 39          | 51° 10′ 55″ nord, 4° 23′ 47″ est | 6381                | Téléverser     |
| (nl) Eenheidsbebouwing van negen landhuizen in cottagestijl   |                       |                                  | Anvers            | Acacialaan 41          | 51° 10′ 55″ nord, 4° 23′ 47″ est | 6381                | Téléverser     |
| (nl) Eenheidsbebouwing van negen landhuizen in cottagestijl   |                       |                                  | Anvers            | Acacialaan 43          | 51° 10′ 55″ nord, 4° 23′ 47″ est | 6381                | Téléverser     |
| (nl) Eenheidsbebouwing van negen landhuizen in cottagestijl   |                       |                                  | Anvers            | Acacialaan 45          | 51° 10′ 55″ nord, 4° 23′ 47″ est | 6381                | Téléverser     |
| (nl) Eenheidsbebouwing van negen landhuizen in cottagestijl   |                       |                                  | Anvers            | Acacialaan 47          | 51° 10′ 55″ nord, 4° 23′ 47″ est | 6381                | Téléverser     |
| "Acaciahof" (cour des acacias), maison de maître néoclassique |                       |                                  | Anvers            | Acacialaan 16          | 51° 11′ 04″ nord, 4° 24′ 08″ est | 6382                | Téléverser     |
| Maison de campagne de type cottage                            |                       |                                  | Anvers            | Acacialaan 28          | 51° 11′ 00″ nord, 4° 23′ 55″ est | 6383                | Téléverser     |
| Maison de campagne de type cottage                            |                       |                                  | Anvers            | Acacialaan 36          | 51° 10′ 58″ nord, 4° 23′ 48″ est | 6384                | Téléverser     |
| Dépendance du château Den Brandt                              | Oui                   |                                  | Anvers            | Beukenlaan 12          | 51° 11′ 01″ nord, 4° 24′ 23″ est | 6522                | Téléverser     |
| Château Den Brandt, actuellement rectorat de Ruca             | Oui                   |                                  | Anvers            | Beukenlaan 12          | 51° 11′ 02″ nord, 4° 24′ 20″ est | 6523                | Téléverser     |
| Villa La Chapelle                                             | Oui                   |                                  | Anvers            | Beukenlaan 16          | 51° 10′ 54″ nord, 4° 24′ 22″ est | 6524                | Téléverser     |
| Chapelle Notre-Dame                                           |                       |                                  | Anvers            | Beukenlaan 20          | 51° 10′ 52″ nord, 4° 24′ 30″ est | 6525                | Téléverser     |
| Maisons de campagne                                           |                       |                                  | Anvers            | Della Faillelaan 23    | 51° 10′ 51″ nord, 4° 24′ 01″ est | 6694                | Téléverser     |
| Maisons de campagne                                           |                       |                                  | Anvers            | Della Faillelaan 29    | 51° 10′ 50″ nord, 4° 24′ 02″ est | 6694                | Téléverser     |
| Maisons de campagne                                           |                       |                                  | Anvers            | Della Faillelaan 46    | 51° 10′ 50″ nord, 4° 24′ 02″ est | 6694                | Téléverser     |
| Maisons de campagne de type cottage                           |                       |                                  | Anvers            | Della Faillelaan 19    | 51° 10′ 45″ nord, 4° 24′ 24″ est | 6695                | Téléverser     |
| Maisons de campagne de type cottage                           |                       |                                  | Anvers            | Della Faillelaan 26    | 51° 10′ 45″ nord, 4° 24′ 24″ est | 6695                | Téléverser     |
| Maisons de campagne de type cottage                           |                       |                                  | Anvers            | Della Faillelaan 31    | 51° 10′ 45″ nord, 4° 24′ 24″ est | 6695                | Téléverser     |
| Maisons de campagne de type cottage                           |                       |                                  | Anvers            | Della Faillelaan 33    | 51° 10′ 45″ nord, 4° 24′ 24″ est | 6695                | Téléverser     |
| Maisons de campagne de type cottage                           |                       |                                  | Anvers            | Della Faillelaan 45    | 51° 10′ 45″ nord, 4° 24′ 24″ est | 6695                | Téléverser     |
| Maisons de campagne de type cottage                           |                       |                                  | Anvers            | Della Faillelaan 47    | 51° 10′ 45″ nord, 4° 24′ 24″ est | 6695                | Téléverser     |
| Maisons de campagne de type cottage                           |                       |                                  | Anvers            | Della Faillelaan 51    | 51° 10′ 45″ nord, 4° 24′ 24″ est | 6695                | Téléverser     |
| Maisons de campagne de type cottage                           |                       |                                  | Anvers            | Della Faillelaan 53    | 51° 10′ 45″ nord, 4° 24′ 24″ est | 6695                | Téléverser     |
| Maisons de campagne de type cottage                           |                       |                                  | Anvers            | Della Faillelaan 57    | 51° 10′ 45″ nord, 4° 24′ 24″ est | 6695                | Téléverser     |
| Maisons de campagne de type cottage                           |                       |                                  | Anvers            | Della Faillelaan 75    | 51° 10′ 45″ nord, 4° 24′ 24″ est | 6695                | Téléverser     |
| Maison Art Déco                                               |                       |                                  | Anvers            | Della Faillelaan 63    | 51° 10′ 44″ nord, 4° 24′ 19″ est | 6696                | Téléverser     |
| Maison Art Déco                                               |                       |                                  | Anvers            | Della Faillelaan 65    | 51° 10′ 44″ nord, 4° 24′ 19″ est | 6696                | Téléverser     |
| (nl) "Woning Neefs" de style moderne                          |                       |                                  | Anvers            | Della Faillelaan 73    | 51° 10′ 45″ nord, 4° 24′ 22″ est | 6697                | Téléverser     |
| Maison de campagne                                            |                       |                                  | Anvers            | Della Faillelaan 28    | 51° 10′ 53″ nord, 4° 23′ 56″ est | 6698                | Téléverser     |
| Villas modernes                                               |                       |                                  | Anvers            | Della Faillelaan 54    | 51° 10′ 42″ nord, 4° 24′ 11″ est | 6699                | Téléverser     |
| Villas modernes                                               |                       |                                  | Anvers            | Della Faillelaan 56    | 51° 10′ 42″ nord, 4° 24′ 11″ est | 6699                | Téléverser     |
| Villas modernes                                               |                       |                                  | Anvers            | Della Faillelaan 60    | 51° 10′ 42″ nord, 4° 24′ 11″ est | 6699                | Téléverser     |
| Villas modernes                                               |                       |                                  | Anvers            | Della Faillelaan 60A   | 51° 10′ 42″ nord, 4° 24′ 11″ est | 6699                | Téléverser     |
| Maison de "sens pratique"                                     | Oui                   |                                  | Anvers            | Dennenlaan 22          | 51° 10′ 36″ nord, 4° 24′ 25″ est | 6720                | Téléverser     |
| "Café Den Brandt" de l'an 1911                                |                       |                                  | Anvers            | Eglantierlaan 66       | 51° 11′ 01″ nord, 4° 23′ 48″ est | 6755                | Téléverser     |
| Remise du château "Vogelenzang" et monument de la guerre      |                       |                                  | Anvers            | Gerard Le Grellelaan 5 |                                  | 6793                | Téléverser     |
| Remise du château "Vogelenzang" et monument de la guerre      |                       |                                  | Anvers            | Gerard Le Grellelaan 7 |                                  | 6793                | Téléverser     |
| Centre théologique et pastoral                                | Oui                   |                                  | Anvers            | Groenenborgerlaan 149  | 51° 10′ 38″ nord, 4° 24′ 46″ est | 6810                | Téléverser     |
| Maison double                                                 |                       |                                  | Anvers            | Hazelarenstraat 7      | 51° 11′ 08″ nord, 4° 23′ 35″ est | 6858                | Téléverser     |
| Maison Art Déco                                               |                       |                                  | Anvers            | Hazelarenstraat 12     | 51° 11′ 07″ nord, 4° 23′ 34″ est | 6859                | Téléverser     |
| Maisons en enfilade Art déco "'t Schild"                      |                       |                                  | Anvers            | Hazelarenstraat 14     | 51° 11′ 07″ nord, 4° 23′ 35″ est | 6860                | Téléverser     |
| Villa moderne de "sens pratique"                              |                       |                                  | Anvers            | Kastanjelaan 2         | 51° 10′ 52″ nord, 4° 23′ 56″ est | 6985                | Téléverser     |
| Maison Smekens-Devos                                          | Oui                   |                                  | Anvers            | Kruishofstraat 28      | 51° 11′ 14″ nord, 4° 23′ 40″ est | 7074                | Téléverser     |
| (nl) Maison Smekens-Devos                                     | Oui                   |                                  | Anvers            | Kruishofstraat 30      | 51° 11′ 14″ nord, 4° 23′ 40″ est | 7074                | Téléverser     |
| Institut médical de Middelheim                                |                       |                                  | Anvers            | Lindendreef 1          | 51° 11′ 00″ nord, 4° 25′ 17″ est | 7231                | Téléverser     |
| Ancienne école coloniale                                      |                       |                                  | Anvers            | Middelheimlaan 1       | 51° 11′ 03″ nord, 4° 25′ 10″ est | 7344                | Téléverser     |
| Parc et château de Middelheim                                 | Oui                   |                                  | Anvers            | Middelheimlaan 61      | 51° 10′ 51″ nord, 4° 24′ 46″ est | 7345                | Téléverser     |
| Parc et château de Middelheim                                 | Oui                   |                                  | Anvers            | Middelheimlaan 63      | 51° 10′ 51″ nord, 4° 24′ 46″ est | 7345                | Téléverser     |
| Villas de type cottage                                        |                       |                                  | Anvers            | Olmenlaan 5            | 51° 10′ 43″ nord, 4° 24′ 04″ est | 7387                | Téléverser     |
| Villas de type cottage                                        |                       |                                  | Anvers            | Olmenlaan 7            | 51° 10′ 43″ nord, 4° 24′ 04″ est | 7387                | Téléverser     |
| Maison Guiette                                                | Oui                   |                                  | Anvers            | Populierenlaan 32      | 51° 11′ 01″ nord, 4° 23′ 36″ est | 7467                | Maison Guiette |
| Pavillon de Middelheim                                        | Oui                   |                                  | Anvers            | Middelheimlaan 61      | 51° 10′ 43″ nord, 4° 24′ 48″ est | 200502              | Téléverser     |
| Nachtegalenpark                                               |                       |                                  | Anvers            | Beukenlaan             | 51° 11′ 09″ nord, 4° 24′ 27″ est | 200552              | Téléverser     |
| Nachtegalenpark                                               |                       |                                  | Anvers            | Middelheimlaan         | 51° 11′ 09″ nord, 4° 24′ 27″ est | 200552              | Téléverser     |
| Villa Coryn                                                   |                       |                                  | Anvers            | Della Faillelaan 21    |                                  | 212409              | Téléverser     |